# Elijah E. Myers
Elijah E. Myers (22 décembre 1832 Philadelphie, – 5 mars 1909, Détroit) est un architecte américain du XIXe siècle. Il a dessiné trois capitoles d'État aux États-Unis, le Capitole de l'État du Michigan, le Capitole de l'État du Texas et le Capitole de l'État du Colorado. Il est l'auteur de bâtiment au Mexique et au Brésil.

## Biographie
Myers a probablement étudié l'architecture sous la direction de Samuel Sloan avant de participer à la Guerre de Sécession. Après la guerre il vit à Springfield (Illinois) et déménage à Détroit (Michigan) pour travailler sur le Capitole de l'État du Michigan.
Myers décède à Détroit en 1909.